# میشل آولا
میشل آولا (انگلیسی: Michele Avella؛ زادهٔ ۱ مهٔ ۲۰۰۰) بازیکن فوتبال اهل ایتالیا است.